# عباس سورکی
عباس سورکی (زاده ۱۳۱۶ شاهرود–درگذشت ۲۹ فروردین ۱۳۵۴) فعال سیاسی چپ‌گرای ایرانی و یکی از بنیانگذاران سازمان چریک‌های فدایی خلق ایران بود.

## مرگ
در سحرگاه ۳۰ فروردین ۱۳۵۴ او به همراه بیژن جزنی و پنج نفر دیگر از اعضای فدایی و دو نفر از مجاهدین خلق توسط مأموران ساواک در تپه‌های اوین تیرباران شدند. روزنامه‌ها فردای آن روز خبر کشته شدن بیژن جزنی، عباس سورکی و سایر یارانشان را با تیتر «۹ زندانی در حین فرار از زندان کشته شدند» پوشش دادند.